# Praha-Spořilov (železniční zastávka)
Praha-Spořilov je zaniklá železniční zastávka na původně jednokolejné neelektrifikované trati 210 z Vršovic do Modřan. Stála v místech mezi železniční tratí a ulicemi 5. května, Na Nivách a Podle Kačerova na kilometru 3,495.

## Historie
Místní železniční trať Nusle–Modřany byla zprovozněna 1. března roku 1882, v roce 1885 ji převzala společnost rakouských státních drah. Zastávka vznikla 19. května 1934, v letech 1939–1945 se jmenovala Prag-Rosenbühl, od roku 1945 Praha-Spořilov. Zastávka měla hlásku s křížovým návěstidlem a umožňovala tak lepší propustnost tratě do Krče. Nacházelo se při ní nákladiště Roztyly.

### Zánik
Pro záměr výstavby jižní železniční spojky, která propojila vršovické nákladní nádraží s Radotínem, byly provedeny změny ve vedení tratě z Vršovic do Krče. Při zachování provozu staré tratě byl v letech 1958–1960 prokopán ve vrchu Homole hluboký zářez pro novou trať. Poté byl provoz na původní trati na několik dní vyloučen, došlo k odtěžení zbylého materiálu a trať připojena na novou přeložku. V nově vedeném úseku již nebyly ostré oblouky a sklony až 24 promile, napřímená trať se zkrátila a umožnila rychlost vlaků až 80 km/h.
Na spořilovské zastávce byl provoz ukončen 28. května 1960.

## Zajímavosti
Z původně vedené trati se v úseku mezi stanicemi Praha-Spořilov a Praha-Krč dochovaly dvě stavby – v Michelském lese železniční most vedený nad lesní cestou a mostní pilíř ve Vídeňské ulici poblíž zastávky MHD U Labutě ve směru na Kačerov.

## Znovuzřízení
V souvislosti s plánovanou linkou Esko S71 (Praha-Radotín – Praha-Krč – Praha-Depo Hostivař – Praha-Běchovice) se uvažuje o znovuzřízení zastávky. Pravděpodobně by to bylo v jiné poloze, protože železniční zastávka Praha-Kačerov, vzniklá v roce 2014, se nachází asi 250 metrů od místa zaniklé zastávky Praha-Spořilov.